# Râul Muncelu, Agapia
Râul Muncelu este un curs de apă, afluent al râului Agapia. 
Râul Muncelu constituie o parte din limita estică a Parcului Natural Vânători-Neamț

## Hărți
- Parcul Vânători-Neamț